# 将棋天国社
将棋天国社（しょうぎてんごくしゃ）は、青森県上北郡おいらせ町にある出版社。将棋に関する書籍を発行している。
社主は中戸俊洋。中戸は日本将棋連盟の棋道師範でもある。
元々は、彼が結成した上北支部（現:百石支部）の機関誌『あおもり県南』を発行していたが、これは『将棋あおもり』を経て『将棋天国』となり、全国に読者が広がった。プロ棋士の著作もあるが、『横歩取りは生きている』など、将棋愛好家の手による著作が多くを占めている。
中戸によると、将棋天国社の将棋の棋譜利用をめぐり日本将棋連盟と紛争になった際、間にたって将棋天国社を擁護してくれた大山康晴と親しくなり、大山との交流がきっかけで将棋がおいらせ町の町起こしの中心事業になったとしている。
1998年 中戸俊洋が、日本将棋連盟より第5回大山康晴賞を受賞。2002年、日本将棋連盟から百石町が第9回大山康晴賞を受賞。